# Stark Raving Dad
«Stark Raving Dad», llamado «Papá, loco de atar» en España y «Papá está loco» en Hispanoamérica, es el primer capítulo perteneciente a la tercera temporada de la serie animada Los Simpson, emitido originalmente el 19 de septiembre de 1991. El episodio fue escrito por Al Jean y Mike Reiss, y dirigido por Rich Moore. Michael Jackson fue la estrella invitada, utilizando el seudónimo «John Jay Smith» en los créditos.
En marzo de 2019, luego de renovadas acusaciones de abuso sexual contra Jackson, el episodio fue retirado de circulación. Sin embargo, está disponible en el DVD de la tercera temporada.

## Sinopsis
Todo comienza cuando Lisa despierta a Bart y le recuerda que su cumpleaños está por llegar y espera que le regale algo porque ella siempre lo hace en su cumpleaños y él a cambio siempre olvida el de ella. Bart promete darle el mejor regalo de su vida.
Mientras tanto, Bart lava su gorra roja en la misma lavadora en donde Homer estaba lavando su camisa y ropa blanca del trabajo. Como la gorra destiñe, a Homer no le queda otra opción que ir a trabajar con una camisa blanca teñida de rosa. En el trabajo, Homer es el hazmerreír de todos en la planta por su camisa rosa, el Sr. Burns detiene a Homer por pensar que es un "anarquista de pensamiento libre" y él explica insistentemente lo del accidente en su lavadora y Burns no le cree. Homer, sin escape, es examinado por el Dr. Marvin Monroe, quien le da una lista de veinte preguntas que debe responder y devolver. Sin embargo, Homer no quiere contestar él mismo su prueba y se lo pide a Marge, quien se niega. Luego acude a Lisa, la cual le propone contestar su prueba si antes Homer escucha un poema algo monótono que había escrito por motivo de su cumpleaños. Finalmente Bart responde las preguntas, completamente mal. Los resultados negativos hacen que Homer deba ser internado en un sanatorio mental, en donde comparte una celda con un hombre alto, blanco y gordo, quien se cree Michael Jackson. Como Homer no sabe quién es Michael Jackson, le cree. 
Durante su internado en el hospital, Homer convive mucho con su compañero de celda. Él llama a la familia para informarles lo de Homer. Bart contesta, y el hombre le dice que él es Michael Jackson. Bart no le cree, pero luego que éste le revela datos verdaderos del Rey del Pop, Bart se convence y se emociona. 
Marge, tras enterarse de la situación de Homer, va a visitarlo, y convence a los médicos de que Bart fue la causa principal de los problemas de su esposo. Después de esto, Homer obtiene el alta oficial, que dice que está cuerdo. Luego, Homer llama a Bart y le dice que llevará a Michael Jackson a su casa por unos días. Se lo dice en un tono suave, ya que, como Homer piensa que Michael Jackson es un hombre común y corriente, no ve por qué tiene que ser especial. 
Su compañero le pide a Homer que le ordene que no le diga a nadie que irá, pero Bart, al no poder aguantar la emoción, se lo cuenta a Milhouse. Después, la noticia de que Michael Jackson estaría en la casa Simpson corre por toda la ciudad de Springfield, y toda una multitud se reúne afuera de allí para esperar el momento. Sin embargo, todo el entusiasmo de los habitantes de la ciudad se desvanece cuando Homer les muestra al falso Michael. La gente, decepcionada, se va odiando a Bart por este gran fraude. 
Lisa se pone furiosa y triste cuando se da cuenta de que Bart se había olvidado nuevamente de su cumpleaños, ya que por todo el trajín de la llegada de Michael Jackson, no se había dado cuenta. Después de escuchar a Lisa cuando estaba escribiendo una carta en tono ofendido para Bart, "Michael" le cuenta a Bart que cuando era niño, él nunca pudo regalarle nada a su hermana en sus cumpleaños; pero para mostrarle su afecto le escribía una canción y le sugiere hacer lo mismo con Lisa. 
Michael y Bart se toman tiempo para escribirle una canción a Lisa, dedicada para ella por su cumpleaños. Una vez lista, la despiertan para cantársela. Lisa se sorprende y abraza a su hermano, diciendo que le ha dado el mejor regalo de su vida. 
Repentinamente, Michael toma confianza con los Simpson y les revela que es Leon Kompowsky, un ciudadano de Nueva Jersey. También les explica que imitaba al Rey del Pop para hacer el bien y ayudar a las personas.

## Producción

### Casting de Michael Jackson

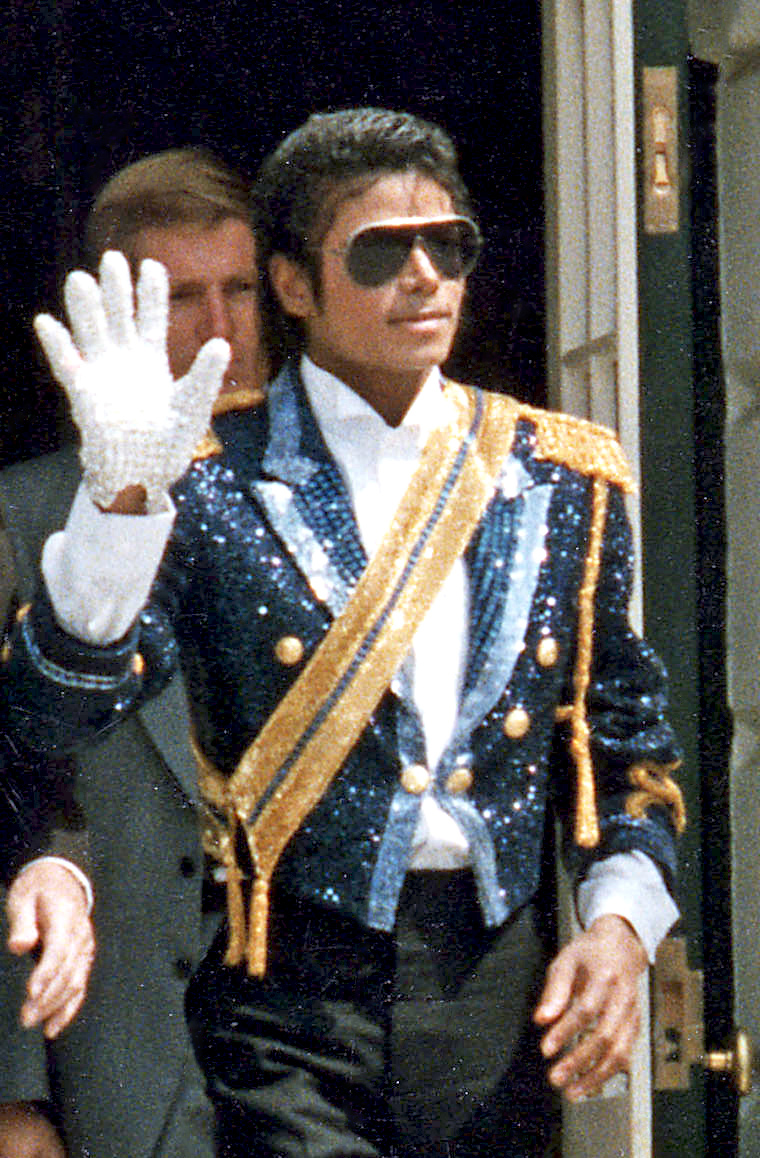
Michael Jackson (bajo el seudónimo John Jay Smith) como Leon Kompowsky.

El verdadero Michael Jackson grabó la voz del personaje que se hace pasar por él en el episodio (la información puede variar) pero bajo el seudónimo de John Jay Smith. El contrato de Michael especificaba que los productores de Los Simpson no podían usar su nombre real. En el comentario de DVD de la temporada 3, los productores confirman que fue Michael Jackson quien había grabado la voz.
En cambio, cuando el personaje canta, no se trata de la voz de Michael Jackson, sino de otro cantante llamado Kipp Lennon, ya que Jackson no podía ceder su voz como cantante por cláusulas de su contrato discográfico. El tema "Lisa, it's your birthday" fue compuesto y grabado por Michael durante las sesiones de trabajo en su álbum Dangerous aunque el tema permanece inédito. En 2001 Sony decidió reeditar los cuatro discos más importantes de Jackson en solitario añadiendo material inédito y se planeó incluir un segundo CD extra con Dangerous que contenía la canción de Lisa, pero finalmente el proyecto fue cancelado.
Además en la versión extendida del video "Black Or White" de Michael Jackson, se puede evidenciar que Homer y Bart aparecen en el final de dicho video.